# Пудомягское сельское поселение
Пудомя́гское се́льское поселе́ние — упразднённое муниципальное образование на территории Гатчинского муниципального округа Ленинградской области. Бывший административный центр — деревня Пудомяги. На территории поселения находились 17 населённых пунктов — 1 посёлок и 16 деревень.
Последним главой поселения являлась Буянова Лилия Ивановна, главой администрации — Якименко Сергей Васильевич.

## Географическое положение
- Общая площадь: 67,1 км²
- Местонахождение: северо-восточная часть Гатчинского муниципального округа
- Граничило:
  - на севере — с Санкт-Петербургом
  - на северо-востоке — с Коммунарским городским поселением
  - на востоке — Сусанинским сельским поселением
  - на юге — с Новосветским сельским поселением
  - на западе — с Веревским сельским поселением

По территории бывшего поселения проходят автодороги:
- 41К-010 (Красное Село — Гатчина — Павловск)
- 41К-229 (подъезд к г. Коммунар)

Расстояние от бывшего административного центра поселения до центра муниципального округа — 17 км.
По его территории протекает река Ижора.

## История
По данным 1990 года центр Антелевского сельсовета был перенесён в деревню Пудомяги.
18 января 1994 года постановлением главы администрации Ленинградской области № 10 «Об изменениях административно-территориального устройства районов Ленинградской области» Антелевский сельсовет, также как и все другие сельсоветы области, преобразован в Антелевскую волость.
1 января 2006 года в соответствии с областным законом № 113-оз от 16 декабря 2004 года образовано Пудомягское сельское поселение, в его состав вошла территория бывшей Антелевской волости.
Упразднено 13 мая 2024 года в связи с образованием Гатчинского муниципального округа вместо Гатчинского района.

## Население
| 2006  | 2010  | 2011  | 2012  | 2013  | 2014  | 2015  |
| ----- | ----- | ----- | ----- | ----- | ----- | ----- |
| 5000  | ↗5734 | ↗5737 | ↗6012 | ↗6149 | ↗6204 | ↗6350 |
| 2016  | 2017  | 2018  | 2019  | 2020  | 2021  | 2023  |
| ↘6336 | ↗6357 | ↗6383 | ↗6432 | ↘6203 | ↗7964 | ↗8190 |
| 2024  |       |       |       |       |       |       |
| ↗8406 |       |       |       |       |       |       |

Бо́льшая часть проживает в деревне Пудомяги и посёлке Лукаши.

## Состав сельского поселения
| №  | Населённый пункт  | Тип населённого пункта          | Население    |
| -- | ----------------- | ------------------------------- | ------------ |
| 1  | Антелево          | деревня                         | ↘245 (2017)  |
| 2  | Большое Сергелево | деревня                         | ↘21 (2017)   |
| 3  | Бор               | деревня                         | ↘86 (2017)   |
| 4  | Веккелево         | деревня                         | ↗69 (2017)   |
| 5  | Вярлево           | деревня                         | ↘73 (2017)   |
| 6  | Вяхтелево         | деревня                         | ↘165 (2017)  |
| 7  | Кобралово         | деревня                         | ↗39 (2017)   |
| 8  | Корпикюля         | деревня                         | ↗98 (2017)   |
| 9  | Лукаши            | посёлок                         | ↗1691 (2017) |
| 10 | Марьино           | деревня                         | ↗75 (2017)   |
| 11 | Монделево         | деревня                         | ↗190 (2017)  |
| 12 | Покровская        | деревня                         | ↘586 (2017)  |
| 13 | Порицы            | деревня                         | ↗139 (2017)  |
| 14 | Пудомяги          | деревня, административный центр | ↗2690 (2017) |
| 15 | Репполово         | деревня                         | ↗45 (2017)   |
| 16 | Руссолово         | деревня                         | ↘120 (2017)  |
| 17 | Шаглино           | деревня                         | ↗79 (2017)   |

### Упразднённые населённые пункты
В 1970 году были сняты с учёта деревни, из которых выбыло всё население: Ванге Мюля, Виллези, Каккелево, Кубишка, Малое Руссолово, Коммолово, Яккола и Менделево.

## Экономика
На территории поселения находились 26 предприятий производственной и непроизводственной сферы.